# Hoek van Holland-Den Helder
De MTB Beachrace Hoek van Holland-Den Helder is een strandrace-mountainbikewedstrijd gehouden langs de Nederlandse kust. Hoek van Holland-Den Helder is met een afstand van 135 km de langste strandrace ter wereld.

## Lijst van winnaars

### Mannen
| Jaar | Goud              | Zilver             | Brons                     |
| ---- | ----------------- | ------------------ | ------------------------- |
| 2021 | Ivar Slik         | Rick van Breda     | Daan van Sintmaartensdijk |
| 2019 | Coen Vermeltfoort | Ivar Slik          | Lars Boom                 |
| 2018 | Thijs Zonneveld   | Jasper Ockeloen    | Rick van Breda            |
| 2017 | Thijs Zonneveld   | Johnny Hoogerland  | Jasper Ockeloen           |
| 2016 | Ramses Bekkenk    | Robbert de Nijs    | Jasper Ockeloen           |
| 2015 | Ramses Bekkenk    | Ronan van Zandbeek | Bram Rood                 |
| 2014 | Maarten Himpens   | Thijs Zonneveld    | Ronan van Zandbeek        |
| 2013 | Robbert de Nijs   | Bram Rood          | Stefan Vreugdenhil        |
| 2012 | Ramses Bekkenk    | Bram Rood          | Stefan Vreugdenhil        |
| 2011 | Bram Rood         | Ramses Bekkenk     | Rob van der Niet          |
| 2010 | Bart Brentjens    | Ramses Bekkenk     | Tom Hartkamp              |
| 2009 | Ramses Bekkenk    | Tom Hartkamp       | Koen van Haaster          |

### Vrouwen
| Jaar | Goud                | Zilver              | Brons                 |
| ---- | ------------------- | ------------------- | --------------------- |
| 2021 | Nina Kessler        | Tessa Neefjes       | Natalie van Gogh      |
| 2019 | Riejanne Markus     | Tessa Neefjes       | Nina Kessler          |
| 2018 | Riejanne Markus     | Rozanne Slik        | Willemiek Meinders    |
| 2017 | Yvonne de Jong      | Rozanne Slik        | Esther van Veen       |
| 2016 | Paulina Rooijakkers | Yvonne de Jong      | Claudia Koster        |
| 2015 | Esther van Veen     | Alieke Hoogenboom   | Esther Kortekaas      |
| 2014 | Paulina Rooijakkers | Jessica Glasbergen  | Laura van Regenmortel |
| 2013 | Alieke Hoogenboom   | Paulina Rooijakkers | Evy de Rycker         |
| 2012 | Alieke Hoogenboom   | Gabrielle Rovers    | Nienke van Haaster    |
| 2011 | Kim Saenen          | Sabine Halkes       | Nienke van Haaster    |
| 2010 | Sabine Halkes       | Gabrielle Rovers    | Alieke Hoogenboom     |
| 2009 | Gabrielle Rovers    | Kim Saenen          | Merel Koenen          |